# 四氧化三钴
四氧化三钴是一种黑色固体，分子式为Co3O4。它是一种混合价态化合物，同时含有二价钴和三价钴，分子式也可以记为CoIICoIII2O4或CoO·Co2O3。

## 结构
Co3O4晶体结构为尖晶石构型，其中O2-作立方紧密堆积；Co2+离子为四配位，填充于四面体空隙；Co3+离子为六配位，填充于八面体空隙。.

## 合成
氧化亚钴（CoO）在空气中加热至约600-700 °C会转变为四氧化三钴（Co3O4）.：
6 CoO + O2 → 2 Co3O4
四氧化三钴加热至900 °C会重新分解生成氧化亚钴：
2 Co3O4 → 6 CoO + O2

## 用途
四氧化三钴在电化学领域有着广泛应用，可以用于合成锂离子电池正极材料钴酸锂。四氧化三钴也是景泰藍的釉料之一。
2009年，劳伦斯伯克利国家实验室的研究人员报道四氧化三钴纳米颗粒可以用于人造光合作用，以水和二氧化碳为原料制得甲醇燃料。.